# Aramees in de Bijbel
Aramees komt in de Bijbel zowel in de Hebreeuwse Bijbel als in het Nieuwe Testament voor. Aramees is een Semitische taal die vanaf ongeveer de 11e eeuw v.Chr. tot op heden gesproken werd in Syrië. Aramees was eerst enkel de taal van de Arameeërs, maar in de 8e eeuw v.Chr. werd het de ambtelijke rijkstaal van het Assyrische Rijk. Daardoor werd het gebezigd van Egypte tot Babylonië. Later was Aramees de voertaal in het Perzische Rijk. Er wordt vrij algemeen aangenomen dat een vorm van Aramees de spreektaal van Jezus was. Tegenwoordig wordt het Aramees nog gesproken door Aramese christenen in enkele plaatsen in Syrië, Zuid-Oost Turkije, Irak en de Aramese diaspora.

## Hebreeuwse Bijbel
- Genesis 31:47, 'Laban noemde de steenhoop Jegar-Sahaduta (= Aramees voor 'steenhoop die getuige is'). Jakob noemde hem Gilead (= Hebreeuws voor 'steenhoop die getuige is').'[4], vertaling van een Aramese plaatsnaam. 
Originele tekst: 	  	מזוַיִּ קְרָא־ל֣וֹ לָבָ֔ן יְגַ֖ר שָֽׂהֲדוּתָ֑א וְיַ֣עֲקֹ֔ב קָ֥רָא ל גַּלְעֵֽד:[5]
- Jeremia 10:11, een zin tegen afgoderij in een verder Hebreeuwse tekst, 'Zeg tegen de volken: Goden die de hemel en de aarde niet hebben gemaakt, zullen weer van de aarde en vanonder de hemel verdwijnen.'[6]
Originele Bjbeltekst :יא. כִּדְנָה תֵּאמְרוּן לְהוֹם אֱלָהַיָּא דִּי שְׁמַיָּא וְאַרְקָא לָא עֲבַדוּ יֵאבַדוּ מֵאַרְעָא וּמִן תְּחוֹת שְׁמַיָּא אֵלֶּה[7]
- Daniël 2:4 - 7:28, vijf verhalen over Daniël en zijn metgezellen Sadrach, Mesach en Abednego, en een apocalyptisch visioen. 
Daniël 2:4, 'Dan spreken de Chaldeeën de koning toe in het Aramees: Koning, leef in eeuwigheid, zeg de droom aan je dienaars en haar duiding leggen wij uit!'[8]
Originele tekst: וַיְדַבְּר֧וּ הַכַּשְׂדִּ֛ים לַמֶּ֖לֶךְ אֲרָמִ֑ית מַלְכָּא֙ לְעָלְמִ֣ין חֱיִ֔י אֱמַ֥ר חֶלְמָ֛א לְעַבְדָ֖ךְ (כתיב לְעַבְדָ֖יךְ) וּפִשְׁרָ֥א נְחַוֵּֽא[9]
- Ezra 4:8 - 6:18 en 7:12 - 7:26,
4:8, 'Er stond in: "Deze brief is geschreven door uw dienaren in de provincie ten zuiden van de Rivier'[10], 
7:12, '"Artasasta, de hoogste koning, schrijft deze brief aan Ezra, priester en geleerde van de wet van de God van de hemel. Ik doe u de groeten."'[11]
 Originele tekst Ezra 7:12: יבאַ֨רְתַּחְשַׁ֔סְתְּא מֶ֖לֶךְ מַלְכַיָּ֑א לְעֶזְרָ֣א כַֽ֠הֲנָא סָפַ֨ר דָּתָ֜א דִּֽי־אֱלָ֧הּ שְׁמַיָּ֛א גְּמִ֖יר וּכְעֶֽנֶת:[12]
Beide stukken uit Ezra zijn citaten van documenten uit de 5e eeuw v.Chr. over het herstel van de Joodse tempel.

### Mogelijke verdere plaatsen
- Numeri 23:10, 'Wie kan de familie van Jakob tellen? Ze zijn zo ontelbaar als stof! Wie kan tellen hoe groot ook maar een kwart van het volk Israël is? Ik wilde wel dat ik zou sterven als een van hen, als een van hen die bij God horen!"'[13]. 
Originele tekst: ימִ֤י מָנָה֙ עֲפַ֣ר יַֽעֲקֹ֔ב וּמִסְפָּ֖ר אֶת־רֹ֣בַע יִשְׂרָאֵ֑ל תָּמֹ֤ת נַפְשִׁי֙ מ֣וֹת יְשָׁרִ֔ים וּתְהִ֥י אַֽחֲרִיתִ֖י כָּמֹֽהוּ:[14]
Het woord רבע (rôḇa‘, meestal vertaald als "voorraad" of "kwart"). Joseph H. Hertz vermeldt in zijn commentaar over dit vers dat het volgens Friedrich Delitzsch[15] een Aramees woord voor "stof" is.
- Job 36:2a, 'Wacht nog even, ik ben nog niet klaar.'[16] 
Originele tekst: בכַּֽתַּר־לִ֣י זְ֖עֵיר וַֽאֲחַוֶּ֑ךָּ כִּי ע֖וֹד לֶֽאֱל֣וֹהַּ מִלִּֽים:[17]
De Franse rabbijn uit de Middeleeuwen Rashi zegt in zijn commentaar dat de zin in het Aramees is.
- Psalm 2:12, 'Buig je voor de zoon, zodat hij niet boos op je wordt. Wacht niet te lang, want straks is het te laat. Dan zal hij iedereen vernietigen die hem niet gehoorzaamt. Het is heerlijk voor een mens om op God te vertrouwen!"'[18], of 'Bewijs eer aan zijn zoon met een kus, anders ontvlamt zijn woede, en uw weg loopt dood, want bij het geringste ontsteekt hij in toorn. Gelukkig wie schuilen bij hem'.[19]
Originele tekst: יבנַשְּׁקוּ־בַ֡ר פֶּן־יֶאֱנַ֚ף | וְתֹ֬אבְדוּ דֶ֗רֶךְ כִּֽי־יִבְעַ֣ר כִּמְעַ֣ט אַפּ֑וֹ אַ֜שְׁרֵ֗י כָּל־ח֥וֹסֵי בֽוֹ[20]
Het woord בר (bar) wordt in sommige christelijke bronnen (ook de King James Version) gezien als het Aramese woord voor "zoon" en de zin נשקו-בר  (nashəqū-bar) wordt dan weergegeven als "kus de Zoon" dat gezien wordt als verwijzing naar Jezus. Joodse bronnen en sommige andere Christelijke bronnen, waaronder de Vulgaat van Hiëronymus volgen de Hebreeuwse lezing בר ("zuiverheid") en vertalen de zin als "aanvaard zuiverheid."

## Nieuwe Testament
In ongeveer chronologische volgorde:

### Brieven van Paulus
- Maranatha (Μαραναθά),

1 Korintiërs 16:22, 'Als iemand de Heer niet liefheeft, hij zij vervloekt. Maranatha'. Afhankelijk van hoe men de Griekse uitdrukking splitst in Aramese woorden, kan het מרנא תא (marana tha, "Heer, kom!") of מרן אתא (maran atha, "Onze Heer is gekomen") betekenen.
    Originele tekst in het Grieks: εἴ τις οὐ φιλεῖ τὸν κύριον, ἤτω ἀνάθεμα. Μαρανα θα.
    Andere versie: ΕΙ ΤΙC ΟΥ ΦΙλΕΙ ΤΟΝ ΚΥΡΙΟΝ ΙΗCΟΥΝ ΧΡΙCΤΟΝ ΗΤΩ ΑΝΑΘΕΜΑ ΜΑΡΑΝ ΑΘΑ
    Latijnse vertaling Vulgaat: 'si quis non amat Dominum Iesum Christum sit anathema maranatha'

### Evangeliën
- Talitha kum (Ταλιθὰ κούμ)

Marcus 5:41, 'Hij grijpt de hand van het kind en zegt tot haar: talitha koem!, dat is in vertaling: meiske, jou zeg ik: word wakker!'
Originele Griekse tekst: καὶ κρατήσας τῆς χειρὸς τοῦ παιδίου λέγει αὐτῇ, Ταλιθα κουμ, ὅ ἐστιν μεθερμηνευόμενον Τὸ κοράσιον, σοὶ λέγω, ἔγειρε.
Latijnse vertaling Vulgaat: 'et tenens manum puellae ait illi talitha cumi quod est interpretatum puella tibi dico surge'
- Ephphatha (Ἐφφαθά)

Marcus 7:34, 'Hij kijkt omhoog naar de hemel, slaakt een zucht, en zegt tot hem: effatha, dat is: word geopend!' ('ga open') 
Originele Griekse tekst: καὶ ἀναβλέψας εἰς τὸν οὐρανὸν ἐστέναξεν, καὶ λέγει αὐτῷ, Εφφαθα, ὅ ἐστιν, Διανοίχθητι.
Latijnse vertaling Vulgaat: 'et suspiciens in caelum ingemuit et ait illi eppheta quod est adaperire'
- Hosanna (Ὡσαννά)

Marcus 11:9, 'En die aanvoerden en die volgden hebben geschreeuwd: hosanna! - gezegend hij die komt in naam van de Heer (Psalm 118,25-26)'.
Originele Griekse tekst: καὶ οἱ προάγοντες καὶ οἱ ἀκολουθοῦντες ἔκραζον, Ὡσαννά: Εὐλογημένος ὁ ἐρχόμενος ἐν ὀνόματι κυρίου:
Latijnse vertaling Vulgaat: 'et qui praeibant et qui sequebantur clamabant dicentes osanna benedictus qui venit in nomine Domini'
- Abba (Ἀββά[ς])

Marcus 14:36, 'En hij heeft gezegd: Abba, Vader, alles is mogelijk voor u; draag deze drinkbeker van mij weg!- echter, niet wat ík wil, echt: wat gíj!… '.
Originele Griekse tekst: καὶ ἔλεγεν, Αββα ὁ πατήρ, πάντα δυνατά σοι: παρένεγκε τὸ ποτήριον τοῦτο ἀπ' ἐμοῦ: ἀλλ' οὐ τί ἐγὼ θέλω ἀλλὰ τί σύ.
Latijnse vertaling Vulgaat: 'et dixit Abba Pater omnia possibilia tibi sunt transfer calicem hunc a me sed non quod ego volo sed quod tu'
- Eli, Eli, lema sabachthani (Ἠλί, Ἠλί, λιμὰ σαβαχθανί)

Marcus 15:34, 'In het negende uur schreeuwt Jezus met grote stem: Eloï, Eloï, lama sabachthani? Vertaald is dat: mijn God, mijn God, waartoe hebt ge mij verlaten? (Ps. 22,2)', ook Mattheus 27:46.
Originele Griekse tekst: καὶ τῇ ἐνάτῃ ὥρᾳ ἐβόησεν ὁ Ἰησοῦς φωνῇ μεγάλῃ, Ελωι ελωι λεμα σαβαχθανι; ὅ ἐστιν μεθερμηνευόμενον Ὁ θεός μου ὁ θεός μου, εἰς τί ἐγκατέλιπές με;
Latijnse vertaling Vulgaat: 'et hora nona exclamavit Iesus voce magna dicens Heloi Heloi lama sabacthani quod est interpretatum Deus meus Deus meus ut quid dereliquisti me'
- Iota en tittel (Ἰῶτα ἓν ἢ μία κεραία)

Mattheus 5:18, 'Want amen is het, zeg ik u, totdat de hemel voorbijgaat en de aarde, zal er niet één jota of één haaltje uit de Wet voorbijgaan, totdat alles is geschied'.
Originele Griekse tekst: ἀμὴν γὰρ λέγω ὑμῖν, ἕως ἂν παρέλθῃ ὁ οὐρανὸς καὶ ἡ γῆ, ἰῶτα ἓν ἢ μία κεραία οὐ μὴ παρέλθῃ ἀπὸ τοῦ νόμου ἕως ἂν πάντα γένηται.
Latijnse vertaling Vulgaat: 'amen quippe dico vobis donec transeat caelum et terra iota unum aut unus apex non praeteribit a lege donec omnia fiant'
- Raca (Ρακά)

Mattheus 5:22, leeghoofd, 'maar ik zeg u dat al wie toornt tegen zijn broeder zal worden onderworpen aan het oordeel, en al wie tot zijn broeder zegt raka, - leeghoofd, zal worden onderworpen aan het sanhedrin,- de zittende raad; en al wie zegt: gek!- zal worden onderworpen aan de gehenna van het vuur'.
Originele Griekse tekst: ἐγὼ δὲ λέγω ὑμῖν ὅτι πᾶς ὁ ὀργιζόμενος τῷ ἀδελφῷ αὐτοῦ ἔνοχος ἔσται τῇ κρίσει: ὃς δ' ἂν εἴπῃ τῷ ἀδελφῷ αὐτοῦ, Ῥακά, ἔνοχος ἔσται τῷ συνεδρίῳ: ὃς δ' ἂν εἴπῃ, Μωρέ, ἔνοχος ἔσται εἰς τὴν γέενναν τοῦ πυρός.
Latijnse vertaling Vulgaat: 'ego autem dico vobis quia omnis qui irascitur fratri suo reus erit iudicio qui autem dixerit fratri suo racha reus erit concilio qui autem dixerit fatue reus erit gehennae ignis'
- Mammon (Μαμωνάς)

Mattheus 6:24, 'Niemand is bij machte twee heren te dienen; want of hij zal de ene haten en de andere liefhebben, of aan de ene zich hechten en de andere minachten; ge zijt niet bij machte God te dienen én Mammon!', ook Lucas 16:9–13, 2 Clemens 6.
Originele Griekse tekst: Οὐδεὶς δύναται δυσὶ κυρίοις δουλεύειν: ἢ γὰρ τὸν ἕνα μισήσει καὶ τὸν ἕτερον ἀγαπήσει, ἢ ἑνὸς ἀνθέξεται καὶ τοῦ ἑτέρου καταφρονήσει: οὐ δύνασθε θεῷ δουλεύειν καὶ μαμωνᾷ.
Latijnse vertaling Vulgaat: 'nemo potest duobus dominis servire aut enim unum odio habebit et alterum diliget aut unum sustinebit et alterum contemnet non potestis Deo servire et mamonae'
- Korban (Κορβάν)

Mattheus 27:6, 'De leiders van de priesters namen de zilverstukken en zeiden: "We kunnen dat geld niet in de geldkist van de tempel doen. Want dit geld heeft bloed gekost."'. In Aramees (קרבנא) wordt hier de geldkist genoemd in de Tempel van Jeruzalem. Het woord is afgeleid van Hebreeuws Korban (קרבן), dat voorkomt in Marcus 7:11 en de Septuagint, waar het in het Griekse alfabet is omgezet. Het betekent gift of offer.
Originele Griekse tekst: οἱ δὲ ἀρχιερεῖς λαβόντες τὰ ἀργύρια εἶπαν, Οὐκ ἔξεστιν βαλεῖν αὐτὰ εἰς τὸν κορβανᾶν, ἐπεὶ τιμὴ αἵματός ἐστιν.
Latijnse vertaling Vulgaat: 'principes autem sacerdotum acceptis argenteis dixerunt non licet mittere eos in corbanan quia pretium sanguinis est'
- Sikera (Σίκερα), Zacharias (priester)

Lucas 1:15, 'want hij zal groot zijn voor het aanschijn van de Heer, ‘wijn en sterke drank zal hij niet drinken’ (Num. 6,3): van heilige geestesadem zal hij vervuld worden, reeds van zijn moeders schoot af'.
Originele Griekse tekst: ἔσται γὰρ μέγας ἐνώπιον [τοῦ] κυρίου, καὶ οἶνον καὶ σίκερα οὐ μὴ πίῃ, καὶ πνεύματος ἁγίου πλησθήσεται ἔτι ἐκ κοιλίας μητρὸς αὐτοῦ,
Latijnse vertaling Vulgaat: 'erit enim magnus coram Domino et vinum et sicera non bibet et Spiritu Sancto replebitur adhuc ex utero matris suae'
- Rabbuni (Ραββουνί)

Johannes 20:16, 'Jezus zegt tot haar: Maria! Zíj keert om en zegt tot hem in het Hebreeuws: rabbóeni! - dat wil zeggen: leermeester!' ("Hebreeuws" moet hier gelezen worden als "Aramees".)
Originele Griekse tekst: λέγει αὐτῇ Ἰησοῦς, Μαριάμ. στραφεῖσα ἐκείνη λέγει αὐτῷ Ἑβραϊστί, Ραββουνι {ὃ λέγεται Διδάσκαλε}.
Latijnse vertaling Vulgaat: 'dicit ei Iesus Maria conversa illa dicit ei rabboni quod dicitur magister'

### Persoonsnamen
- Boanerges (Βοανηργές)

Marcus 3:17, 'Jakobus van Zebedeüs, en Jakobus’ broer Johannes, aan wie hij de naam Boanerges oplegt, dat is: zonen van donder'.
Originele Griekse tekst: καὶ Ἰάκωβον τὸν τοῦ Ζεβεδαίου καὶ Ἰωάννην τὸν ἀδελφὸν τοῦ Ἰακώβου, καὶ ἐπέθηκεν αὐτοῖς ὀνόμα[τα] Βοανηργές, ὅ ἐστιν Υἱοὶ Βροντῆς
Latijnse vertaling Vulgaat: 'et Iacobum Zebedaei et Iohannem fratrem Iacobi et inposuit eis nomina Boanerges quod est Filii tonitrui'
- Kefas (Κηφᾶς)

Johannes 1:42, 'Hij voert hem mee naar Jezus. Als hij hem in het blikveld krijgt zegt Jezus: jíj bent Simon de zoon van Johannes?- jíj wordt tot Kefas uitgeroepen!-wat vertaald wordt met Petrus,- rotsman.' 
Originele Griekse tekst: ἤγαγεν αὐτὸν πρὸς τὸν Ἰησοῦν. ἐμβλέψας αὐτῷ ὁ Ἰησοῦς εἶπεν, Σὺ εἶ Σίμων ὁ υἱὸς Ἰωάννου: σὺ κληθήσῃ Κηφᾶς {ὃ ἑρμηνεύεται Πέτρος}. 
Ook 1 Korinthiërs 1:12, Galaten 1:18
Latijnse vertaling Vulgaat: 'et adduxit eum ad Iesum intuitus autem eum Iesus dixit tu es Simon filius Iohanna tu vocaberis Cephas quod interpretatur Petrus'
- Tabitha (Ταβιθά)

Handelingen 9:36, 'Maar in Joppe is een zekere leerlinge wier naam Tabita is en die vertaald Dorkas heet,- gazelle. Zij is overvloedig geweest in goede werken en (daden van) ontferming die zij heeft gedaan.' 
Originele Griekse tekst: Ἐν Ἰόππῃ δέ τις ἦν μαθήτρια ὀνόματι Ταβιθά, ἣ διερμηνευομένη λέγεται Δορκάς: αὕτη ἦν πλήρης ἔργων ἀγαθῶν καὶ ἐλεημοσυνῶν ὧν ἐποίει.
Latijnse vertaling Vulgaat: 'in Ioppe autem fuit quaedam discipula nomine Tabitas quae interpretata dicitur Dorcas haec erat plena operibus bonis et elemosynis quas faciebat'
- Tomas (Θωμᾶς)

Johannes 11:16, 'Dan zegt Tomas, die Tweeling genoemd wordt, tot de mede-leerlingen: laten óók wij gaan, opdat wij met hem sterven! '
Originele Griekse tekst: εἶπεν οὖν Θωμᾶς ὁ λεγόμενος Δίδυμος τοῖς συμμαθηταῖς, Ἄγωμεν καὶ ἡμεῖς ἵνα ἀποθάνωμεν μετ' αὐτοῦ.
Latijnse vertaling Vulgaat: 'dixit ergo Thomas qui dicitur Didymus ad condiscipulos eamus et nos ut moriamur cum eo'

#### Bar
De meeste persoonsnamen uit het Nieuwe Testament komen uit het Hebreeuws en Grieks, maar er zijn ook een paar Aramese. Vaak komt bar (Griekse transliteratie βαρ, Aramees bar) voor in de betekenis van 'zoon van', een standaard patroniem, in plaats van de Hebreeuwse tegenhanger ben, die juist niet gebruikt wordt. Voorbeelden:
- Marcus 10:46 – Bartimeüs (Βαρτιμαῖος misschien een samenstelling van Aramees bar en Grieks timaios in de zin van "eerbaar" of "zeer gewaardeerd", misschien "geëerde zoon").
- Mattheus 10:3 – Bartholomeüs (Βαρθολομαῖος van bar-Tōlmay, misschien "zoon van de voren" of "ploeger").
- Mattheus 16:17 – Simon bar-Jona (Σίμων Βαριωνᾶς van Šim‘ōn bar-Yōnā, "Simon zoon van Jonah").
- Mattheus 27:16 – Barabbas (Βαραββᾶς van bar-Abbā, "zoon van de vader").
- Handelingen 1:23 – Joseph Barsabbas of Justus (Βαρσαββᾶς van bar-Šabbā, "zoon van de Sabbath").
- Handelingen 4:36 – Josef die Barnabas genoemd wordt (Βαρνάβας van bar-Navā in de zin van "zoon van de profetie", "de profeet", maar hij kreeg de Griekse vertaling υἱὸς παρακλήσεως, meestal weergegeven als de "zoon van de troost/bemoediging", of "van de aanroeping/voorspreker").
- Handelingen 13:6 – Bar-Jesus (Βαριησοῦς van  bar-Išo, "zoon van Jezus/Jozua").
- Johannes 1:42 – Simon bar-Jochanan (Σίμων ὁ υἱὸς Ἰωάννου, "Simon zoon van Johannes").

### Plaatsnamen
- Akeldama (Ἀκελδαμά), 'bloedakker'

Handelingen 1:19, 'Iedereen in Jeruzalem heeft ervan gehoord. Daarom hebben ze dat stuk grond 'Akeldama' genoemd (Dat betekent 'bloedgrond').'
Originele Griekse tekst: καὶ γνωστὸν ἐγένετο πᾶσι τοῖς κατοικοῦσιν Ἰερουσαλήμ, ὥστε κληθῆναι τὸ χωρίον ἐκεῖνο τῇ ἰδίᾳ διαλέκτῳ αὐτῶν Ἁκελδαμάχ, τοῦτ' ἔστιν, Χωρίον Αἵματος.
Latijnse vertaling Vulgaat: 'et notum factum est omnibus habitantibus Hierusalem ita ut appellaretur ager ille lingua eorum Acheldemach hoc est ager Sanguinis'
- Bethesda (Βηθεσδά), vijver van, Johannes 5:2
- Gabbatha (Γαββαθᾶ), Johannes 19:13
- Gethsemane (Γεθσημανῆ), Mattheus 26:36, Marcus 14:32
- Golgotha (Γολγοθᾶ), Marcus 15:22, Johannes 19:17